# Cool for the Summer
Singles de Demi Lovato
Really Don't Care
(2014) Confident
(2015)
Cool for the Summer est une chanson de l'artiste américaine Demi Lovato sorti le 1er juillet 2015 sous les labels Safehouse Records, Island Records, Hollywood Records et Republic Records et est le premier single de son cinquième album, Confident. Elle a été écrite par Lovato elle-même, Demi Lovato, Ali Payami, Alexander Erik Kronlund, Savan Kotecha et Max Martin et a été produite par Max Martin et Ali Payami.

## Classement
| Classement (2015)                            | Meilleure position |
| -------------------------------------------- | ------------------ |
| Australie (ARIA)                             | 20                 |
| Belgique (Ultratop 50 Flanders)              | 7                  |
| Belgique (Ultratip Wallonia)                 | 12                 |
| Brésil (Hot 100 Airplay)                     | 92                 |
| Bulgarie (Singles Top 40)                    | 7                  |
| Canada (Canadian Hot 100)                    | 14                 |
| Canada CHR/Top 40 (Billboard)                | 11                 |
| Canada Hot AC (Billboard)                    | 17                 |
| République tchèque (Rádio Top 100)           | 42                 |
| République tchèque (Singles Digitál Top 100) | 10                 |
| Finlande (Suomen virallinen latauslista)     | 17                 |
| France (SNEP)                                | 64                 |
| Grèce (Billboard)                            | 1                  |
| Hongrie (Single Top 40)                      | 35                 |
| Irlande (IRMA)                               | 18                 |
| Israël (Media Forest TV Airplay)             | 1                  |
| Italie (FIMI)                                | 52                 |
| Liban (Lebonese Top 20)                      | 10                 |
| Pays-Bas (Single Top 100)                    | 77                 |
| Nouvelle-Zélande (Recorded Music NZ)         | 9                  |
| Norvège (VG-lista)                           | 31                 |
| Portugal (Billboard)                         | 26                 |
| Slovaquie (Rádio Top 100)                    | 66                 |
| Slovaquie (Singles Digitál Top 100)          | 16                 |
| Espagne (PROMUSICAE)                         | 13                 |
| Suède (Sverigetopplistan)                    | 63                 |
| Suisse (Schweizer Hitparade)                 | 64                 |
| Royaume-Uni (Official Charts Company)        | 7                  |
| États-Unis (Billboard Hot 100)               | 11                 |
| États-Unis (Hot Dance/Club Songs)            | 1                  |
| États-Unis (Mainstream Top 40)               | 3                  |
| États-Unis (Adult Contemporary)              | 26                 |
| États-Unis (Adult Top 40)                    | 10                 |
| États-Unis (Dance/Mix Show Airplay)          | 10                 |
| États-Unis (Rhytmics)                        | 31                 |

## Certifications
| Pays                    | Certification | Ventes      |
| ----------------------- | ------------- | ----------- |
| Australie (ARIA)        | Or            | 35 000 +    |
| Canada (Music Canada)   | Or            | 40 000 +    |
| Nouvelle-Zélande (RMNZ) | Or            | 7 500 +     |
| États-Unis (RIAA)       | Platine       | 3 000 000 + |